# Wakes Colne
Wakes Colne – wieś w Anglii, w hrabstwie Essex, w dystrykcie Colchester. Leży 29 km na północny wschód od miasta Chelmsford i 77 km na północny wschód od Londynu.